# Літературна нагорода Центральної Європи Ангелус
Літературна нагорода Центральної Європи Ангелус (пол. Nagroda Literacka Europy Środkowej Angelus) — літературна відзнака, яку вручають щороку з 2006 за найкращу прозову книгу, опубліковану польською мовою попереднього року. Організатором і фундатором є місто Вроцлав; лауреатом може стати письменник, що походить із Центральної Європи (Австрія, Албанія, Білорусь, Болгарія, Боснія і Герцеговина, Естонія, Латвія, Литва, Північна Македонія, Молдова, Німеччина, Польща, Росія, Румунія, Сербія, Словаччина, Словенія, Угорщина, Україна, Хорватія, Чехія, Чорногорія).
Вручається у Вроцлаві за найкращі прозаїчні твори авторам, які у своїх текстах звертаються до найважливіших, найбільш актуальних тем сучасного світу, дають поштовх до міркувань і глибокого пізнання інших культур.
Нагородою є чек на 150 тисяч злотих, що приблизно дорівнює 49 тисяч доларів США, і статуетка авторства вроцлавської різьбярки Еви Россано. З 2009 року нагороджують також і перекладача книги-лауреата. У випадку, якщо нагороду отримає польський письменник, журі обирає найкращого перекладача однієї з іноземних книг.

## Лауреати
- 2006 — український письменник Юрій Андрухович, Dwanaście kręgów (пер. Катажина Котинська)
- 2007 — австрійський письменник Мартін Поллак, Śmierć w bunkrze — opowieść o moim ojcu (пер. Анджей Копцький)
- 2008 — угорський письменник Петер Естергазі, Harmonia cælestis (пер. Тереса Воровська)
- 2009 — чеський письменник Йозеф Шкворецький, Przypadki inżyniera ludzkich dusz (пер. Анджей Яґодзінський)
- 2010 — угорський письменник Дьйордь Шпіро, Mesjasze (пер. Ельжбета Циґельська)
- 2011 — білоруська письменниця Світлана Алексієвич, Wojna nie ma w sobie nic z kobiety (пер. Єжи Чех)
- 2012 — хорватський і боснійський письменник Міленко Єргович, Srda śpiewa o zmierzchu w Zielone Świątki (пер. Маґдалена Петринська)
- 2013 — українська письменниця Оксана Забужко, Muzeum porzuconych sekretów (пер. Катажина Котинська)[1]
- 2014 — словацький письменник Павол Ранков, «Zdarzyło się pierwszego września (albo kiedy indziej)» (пер. Томаш Грабінські)[2]
- 2015 — український письменник Сергій Жадан, Месопотамія (пер. Міхаель Петрик і Адам Поморський)[3].
- 2016 — румунський письменник Варужан Восганян, «Księga szeptów» (пер. Йоанна Корнас-Варнас)
- 2017 — російський письменник Олег Павлов[4]«Opowieści z ostatnich dni» (пер. Wiktor Dłuski)
- 2018 — польський письменник Мацей Плаза[5] «Robinson w Bolechowie»
- 2019 — болгарський письменник Ґеорґі Ґосподінов, «Фізика смутку» (пер. Маґдалена Питлак)
- 2020 — словенський письменник Ґоран Войнович, «Moja Jugosławia» (пер. Йоанна Поморська)
- 2021 — українська письменниця Катерина Бабкіна, «Nikt tak nie tańczył, jak mój dziadek» (пер. Богдан Задура)[6]